# Al-Hakam I
Al-Hakam Ibn Hisham Ibn Abd ar-Rahman I (arabiska: الحکم بن هشام بن عبدالرحمن الداخل), född 771 i Córdoba, död 21 maj 822 i Córdoba, var en umayyadisk emir i Córdoba.
Under hans regeringstid utbröt ett uppror bland prästerskapet i en förort som kallas al-Ribad på floden Guadalquivirs södra strand. Al-Hakam krossade upproret och satte förortens alla invånare på ett fartyg och skickade dem i exil. De intog Alexandria i tio år innan de blev utkastade. Därefter grundade de en ny muslimsk dynasti på Kreta.
Al-Hakam I efterträdde Hisham I och efterträddes av Abd ar-Rahman II.